# Хухрин, Алексей Васильевич
Алексей Васильевич Хухрин (30 марта 1917, Иваново-Вознесенск, Владимирская губерния — 23 января 2007, Москва) — командир эскадрильи 593-го штурмового авиационного полка 332-й Краснознамённой Витебской штурмовой авиационной дивизии 4-й воздушной армии 2-го Белорусского фронта, капитан. Герой Советского Союза.

## Биография
Родился 30 марта 1917 года в городе Иваново-Вознесенске (ныне — Иваново) в семье рабочего. Русский. Член ВКП(б)/КПСС с 1942 года.
Окончил 7 классов и школу ФЗУ. Работал на Ивановской прядильной фабрике имени С. И. Балашова. Окончил Ивановский аэроклуб, лётную школу.
В Красной Армии с 1938 года. Проходил службу в полку скоростных бомбардировщиков «СБ» под городом Калинином (ныне Тверь). В 1943 году окончил Балашовское военное авиационное училище лётчиков (Саратовская область), где в совершенстве освоил самолёт-штурмовик «ИЛ-2». Был распределён в резервный авиационный полк и до отправки на фронт перегонял новые штурмовики с авиационных заводов на прифронтовые аэродромы.
На фронтах Великой Отечественной войны с июня 1944 года.
Командир эскадрильи 593-го штурмового авиаполка (332-я штурмовая авиадивизия, 4-я воздушная армия, 2-й Белорусский фронт) капитан Xухрин А. В. к марту 1945 года совершил 90 боевых вылетов (из них 52 в качестве ведущего групп) на штурмовку войск противника. Эскадрилья капитана Хухрина уничтожила в небе 19 самолётов врага и более 50-и — на земле, 150 танков, 50 артиллерийских и 80 зенитных установок, десятки обозов и эшелонов с боевой техникой и живой силой противника.
Указом Президиума Верховного Совета СССР от 18 августа 1945 года за успешное командование авиаэскадрильей, мужество и героизм, проявленные в боях с немецко-фашистскими захватчиками, капитану Хухрину Алексею Васильевичу присвоено звание Героя Советского Союза с вручением ордена Ленина и медали «Золотая Звезда» (№ 7967).
Участник легендарного Парада Победы 24 июня 1945 года на Красной площади в Москве.
В 1945 году уволившись в запас, лётчик-штурмовик работал инструктором Ивановского аэроклуба.
В 1947 году добровольно возвратился в кадры Вооружённых Сил СССР. Возглавлял подготовку мастеров-парашютистов в авиационном соединении в подмосковном Монино, а затем, с начала 60-х годов до середины 70-х — в Закавказском военном округе. За этот период мастером спорта СССР (1957), заслуженным тренером Грузинской ССР А. В. Хухриным подготовлено 20 рекордсменов мира и Советского Союза по парашютному спорту.
С 1976 года полковник Xухрин А. В. — в запасе, а затем в отставке. Жил в городе-герое Москве.
Скончался 23 января 2007 года. Похоронен на Лианозовском кладбище.
Награждён орденом Ленина (18.08.1945), тремя орденами Красного Знамени (03.07.1944; 26.09.1944; 30.04.1945), орденами Александра Невского (30.03.1945), Отечественной войны 1-й (11.03.1985) и 2-й (19.08.1944) степеней, медалями.